# Pragel Pass
Pragel Pass är ett bergspass i Schweiz.   Det ligger i distriktet Bezirk Schwyz och kantonen Schwyz, i den centrala delen av landet, 110 km öster om huvudstaden Bern. Pragel Pass ligger 1 548 meter över havet.
Terrängen runt Pragel Pass är bergig åt nordväst, men åt sydost är den kuperad.
Trakten runt Pragel Pass består i huvudsak av gräsmarker. Runt Pragel Pass är det glesbefolkat, med 19 invånare per kvadratkilometer.